# Amerys shelfis

Lägeskarta över Amery shelfis.

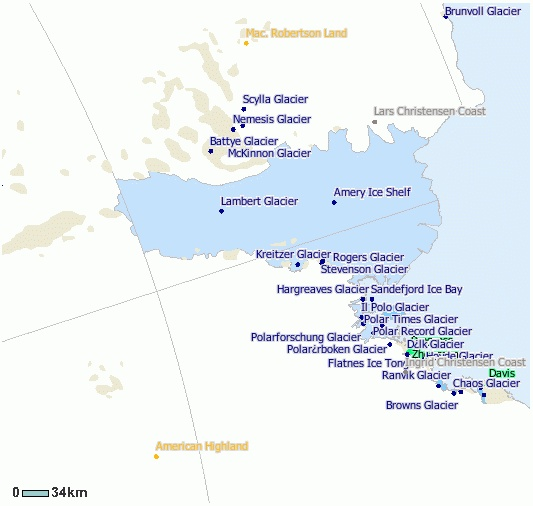
Amerys shelfis.

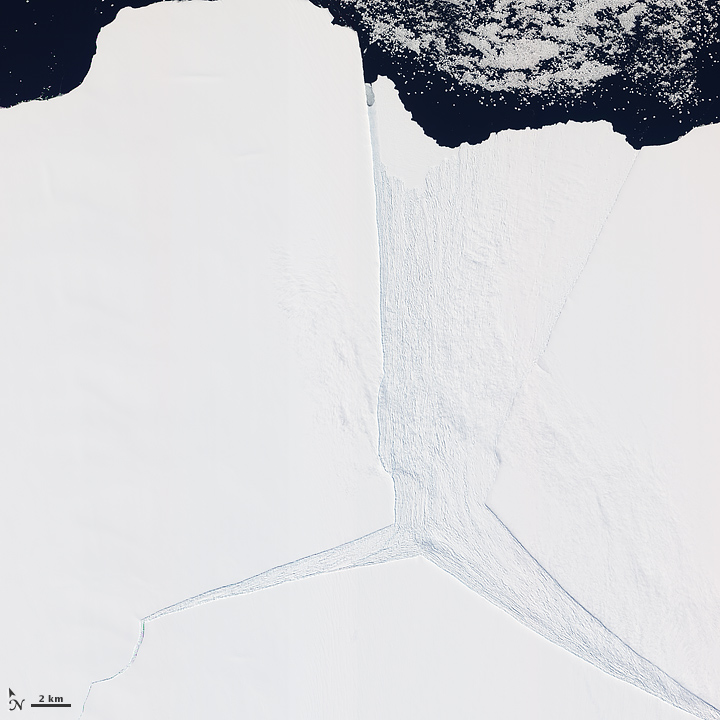
Amerys shelfis (satellitbild).

Amerys shelfis (animerad film).

Amerys shelfis (engelska: Amery Ice Shelf) är ett shelfisområde i östra Antarktis. Området är den tredje största shelfisen efter Ross shelfis och Filchner-Rønnes shelfis.

## Geografi
Ameryshelfisen ligger i Östantarktis vid viken Prydz Bay mellan Mac Robertson land och Princess Elizabeth land. Området har en sammanlagd yta på cirka 62 620 km² med en längd på cirka 400 km och en bredd på 175 km som mest. Shelfisen sträcker sig mellan cirka 69° till 70° S och 72° till 75° Ö-
Området matas på med is av bland annat Lambertglaciären, Fischerglaciären, Charybdisglaciären och Mellorglaciären. Under isen i den östra delen ligger ön Gillock Island.

## Historia
Amerys shelfis utforskades och kartlades 1931 av "British Australian and New Zealand Antarctic Research Expedition" (BANZARE) under ledning av Douglas Mawson. Man döpte då området till Cape Amery efter William B. Amery, Storbritanniens högste representant i Australien åren 1925–1928. Först senare kunde man fastslå att området var mycket större och namnet ändrades 1947.
1953 fastställdes det nuvarande namnet av amerikanska "Advisory Committee on Antarctic Names" (US-ACAN, en enhet inom United States Geological Survey).